# Johan van Hell
Johan van Hell (nascut Johannes Gerardus Diederik van Hell, Amsterdam, 28 de febrer de 1889 - Amsterdam, 31 de desembre de 1952) va ser un dissenyador gràfic, clarinetista, pintor, aquarel·lista, litògraf, escultor, i professor d'art neerlandès.
Fill d'una nissaga de diamantistes, es va formar a l'escola national de mestres de disseny (Rijksnormaalschool voor Teekenonderwijzers) a Amsterdam, a la l'Escola d'Arts aplicades Quellinus, i a l'Acadèmia Nacional de Belles Arts d'Amsterdam. Van Hell era alhora un pintor i músic. Tocava com a clarinetista suplent a l'Orquestra Reial del Concertgebouw. Tot i rebre diverses proposicions d'un contracte fix al Concertgebouw, va preferir el paper d'interí, per tenir prou temps per a la seva obra plàstica.
Era un convençut socialista, tal com es reflecteix en les seves pintures, dibuixos, litografies i cartells d'escenes del dia a dia del carrer. Pinta la gent al seu treball i els aturats amb molta afició, en un estil realista sense mai caure al parany del sentimentalisme o del realisme socialista. També va produir litografies basades en les seves pintures, que es venien per unes poques monedes. Va estar involucrat en la confecció d'ex-libris, la il·lustració de llibres i el disseny de cartells per al SDAP, el precursor del Partit del Treball.
El 12 de novembre de 1915 es va casar amb Paulina Wijnman. Va morir el 2 d'octubre de 1930. Johan van Hell es va casar de nou en el 14 de juny de 1933 amb Caroline Lankhout.
D'octubre 2016 al febrer 2017, el museu More (Museum voor modern realisme) a Gorssel (Lochem) va organitzar una exposició retrospectiva.